# Best...I
Best... I é um álbum dos melhores êxitos da banda inglesa The Smiths, lançado em 1992.

## Faixas
| N.º            | Título                                              | Duração |  |
| 1.             | "This Charming Man"                                 | 2:43    |  |
| 2.             | "William, It Was Really Nothing"                    | 2:09    |  |
| 3.             | "What Difference Does It Make?"                     | 3:51    |  |
| 4.             | "Stop Me If You Think You've Heard This One Before" | 3:34    |  |
| 5.             | "Girlfriend in a Coma"                              | 2:02    |  |
| 6.             | "Half a Person"                                     | 3:36    |  |
| 7.             | "Rubber Ring"                                       | 3:48    |  |
| 8.             | "How Soon Is Now?"                                  | 6:46    |  |
| 9.             | "Hand in Glove"                                     | 3:25    |  |
| 10.            | "Shoplifters of the World Unite"                    | 2:58    |  |
| 11.            | "Sheila Take a Bow"                                 | 2:42    |  |
| 12.            | "Some Girls Are Bigger Than Others"                 | 3:18    |  |
| 13.            | "Panic"                                             | 2:20    |  |
| 14.            | "Please Please Please Let Me Get What I Want"       | 1:54    |  |
| Duração total: | Duração total:                                      | 45:09   |  |

## Posição nas paradas musicais
| Parada (1992)                       | Melhor posição |
| ----------------------------------- | -------------- |
| Austrália (ARIA)                    | 64             |
| 36                                  |                |
| Países Baixos (Dutch Charts)        | 74             |
| Nova Zelândia (RMNZ)                | 15             |
| Noruega (VG-lista)                  | 35             |
| Suécia (Sverigetopplistan)          | 45             |
| Reino Unido (Official Albums Chart) | 1              |
| Estados Unidos (Billboard 200)      | 139            |

| Parada (2000)  | Melhor posição |
| -------------- | -------------- |
| Irlanda (IRMA) | 52             |

| Parada (2014) | Melhor posição |
| ------------- | -------------- |
| Itália (FIMI) | 97             |

## Certificações e vendas
| Região                                                                                                  | Certificação | Vendas   |
| --- | ------------ | -------- |
| Reino Unido (BPI)                                                                                       | Ouro         | 100,000^ |
| Estados Unidos                                                                                          |              | 432,907  |
| *números de vendas baseados somente na certificação ^números de vendas baseados somente na certificação |              |          |